# جيسي هاربر
جيسي هاربر (بالإنجليزية: Jesse Harper)‏ هو لاعب كرة قدم أمريكية أمريكي، ولد في 10 ديسمبر 1883 في باو باو في الولايات المتحدة، وتوفي في 31 يوليو 1961 في Sitka, Kansas ‏ في الولايات المتحدة.

## وصلات خارجية
- جيسي هاربر على موقع كلية كرة السلة في سبورتس رفرنس.كوم (الإنجليزية)